# Chic, Chic
"Chic, Chic" é um single da cantora de música pop brasileira Kelly Key, sendo o segundo lançado em seu segundo álbum em estúdio, intitulado Do Meu Jeito. Lançada oficialmente em 5 de julho de 2003, a canção foi composta pelo cantor e compositor Gustavo Lins

## Composição e desenvolvimento
Composta pelos compositores Umberto Tavares e Andinho em parceria com o cantor e compositor Gustavo Lins, conhecido por trabalhos prestadas a inúmeros cantores como Mariana Aydar e Wanessa Camargo e considerado um dos maiores compositores da atualidade, a canção explora o tema da busca pelo sonho de ser famosa. A canção passou para os estúdios onde foi produzida pelo DJ Cuca e pelo produtor Afegan, explorando além da sonoridade pop, elementos de Dance-pop e Teen pop.

## Divulação e Desempenho
A canção foi divulgada com exclusividade primeiramente pelo programa férias praiano da apresentadora Xuxa Meneghel, além de programas de TV como Programa da Hebe, Domingo Legal, Raul Gil e Sabadaço e, além de outros programas de rádio em rádios como Mix FM

## Recepção e Crítica
A Folha de S. Paulo classificou posivitamente a canção e completou dizendo que o álbum traz "temas adulto" e é "repleto de mensagens para os adolescentes" e completou dizendo que "Os relacionamentos amorosos são a tônica do novo CD". O jornalista Marcos Paulo Bin, do site Universo Musical disse que a cantora estaria em um "rol seletíssimo" pelo grande sucesso que fez em pouco tempo e acrescentou que a canção seria um novo sucesso certamente.

## Videoclipe
Gravado em 27 de julho de 2003, junto com o primeiro DVD e álbum ao vivo de Kelly Key que viria a ser lançado apenas em 2004, o videoclipe do single foi produzido pela Academia de Filmes e dirigido por Karina Ades, uma das maiores diretoras de videoclipes brasileira, vencedora do MTV Video Music Brasil. Rodado no Canecão, o vídeo ao vivo mostra a cantora cantando para o público a história da garota que gostaria de ser famosa, coreografando o refrão cercada por dançarinos.

## Outras versões
- Preta Gil cantou "Chic, Chic" em algumas datas selecionadas da turnê Baile da Preta, em 2013.